# Jelcz T120M
Jelcz T120M – wysokopodłogowy autobus międzymiastowy, produkowany w latach 1993–2004 przez firmę Jelcz. Od innych modeli serii Jelcz T120 różnił się głównie zastosowaniem silnika firmy MAN.
W autobusie stosowano osie firmy Jelcz – typu NZ6A2 z przodu oraz MT 1032A z tyłu.